# Pollice Verso (Gérôme)
A Pollice Verso (latin: elfordított hüvelykujjal) Jean-Léon Gérôme francia festő 1872-ben készült festménye, amely a győztes gladiátornak címzett római gesztust ábrázolja. A festményen a Colosseum nézői, köztük a Vesta-szüzek lefelé tartott hüvelykujjukkal jeleznek a győztes murmilló felé, míg a legyőzött retiarius kezét felemelve könyörög kegyelemért.

## Történelmi hitelesség

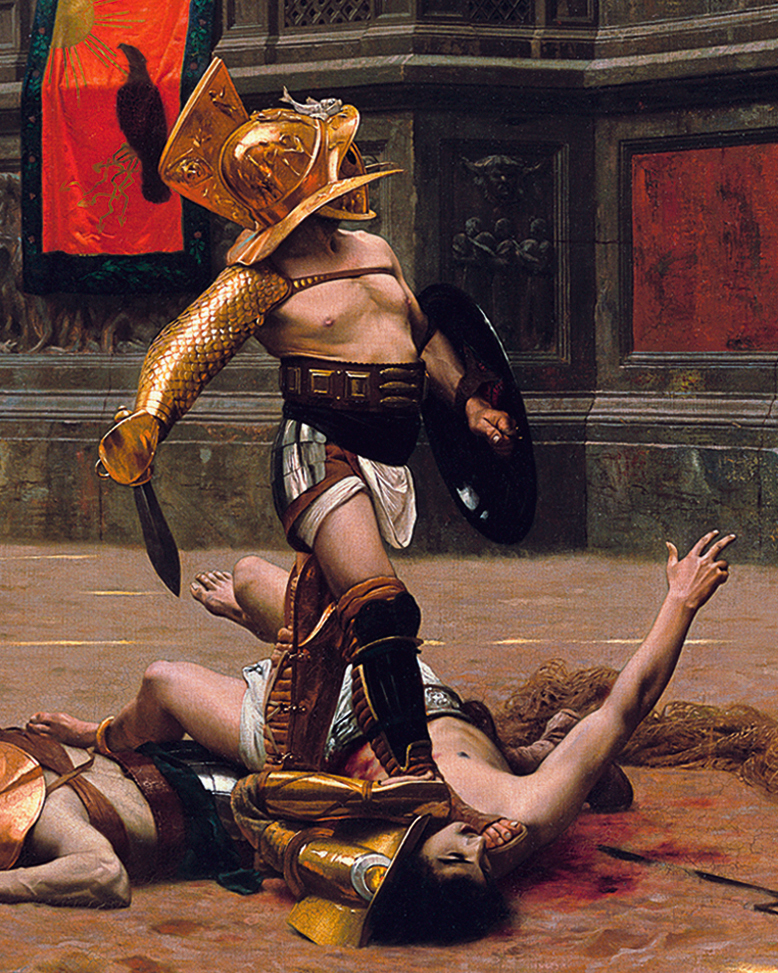
Pollice Verso (részlet): A győztes murmillo alakja

A festmény szinte azonnal vitát váltott ki azzal kapcsolatban, hogy mennyire pontos Gérôme a nézőket lefelé mutató hüvelykujjal történő ábrázolása. Egy 1879-ben megjelent 26 oldalas pamflet bizonyítékokat közölt a festmény pontossága mellett és ellen, köztük egy 1878. december 8-án kelt levelet magától Gérôme-tól.

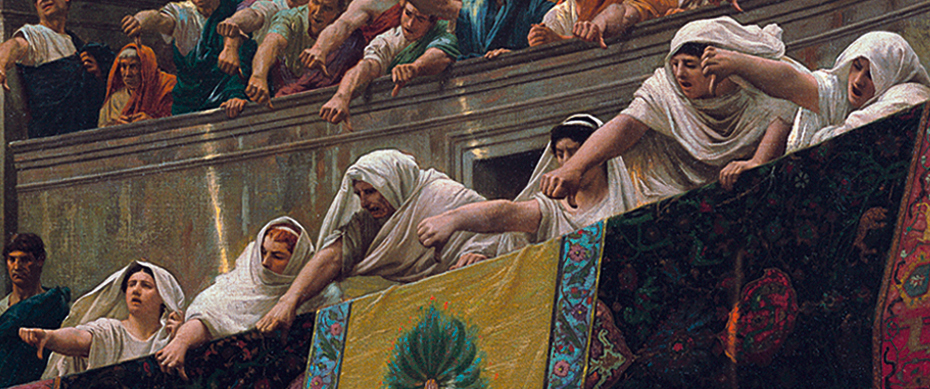
Pollice Verso (részlet): A Vesta-szüzek

A vita továbbra is rendezetlen maradt. A pollice verso kifejezéssel leírt gesztus pontos leírása nem ismert. Az ókori Rómából származó történelmi, régészeti és irodalmi feljegyzések alapján továbbra is bizonytalan, hogy a hüvelykujjat felfelé vagy lefelé fordítva, vízszintesen tartva, vagy a kéz belsejébe rejtve jelezték a pozitív vagy negatív véleményt. Gérôme festménye nagyban népszerűsítette azt az elképzelést, hogy a felfelé tartott hüvelykujj az életet, a lefelé tartott hüvelykujj pedig a halált jelentette a legyőzött gladiátor számára.
Gérôme Colosseum ábrázolása pontos rajzokon alapul, a gladiátorok páncélzata a Pompejiben találtak mintáját követi, bár a murmillo páncélzatában vannak pontatlanságok. A halált követelő, vérszomjas Vesta-szüzek ábrázolását az ókori keresztény szerző, Prudentius egy passzusa ihlette, aki helytelenítette az arénában zajló vérengzést.

## Hatása
Ez a festmény és Gérôme más festményei (köztük a korábbi Ave Caesar! Morituri te Salutant) már a némafilmkorszaktól kezdve nagy hatással voltak a későbbi filmkészítőkre: fontos alapanyagul szolgáltak az ókori jelentek életre keltése során. A festmény ihlette Ridley Scott Gladiátor (2000) című filmjének azt a jelenetét, ahol Commodus felemelt hüvelykujjával kegyelmez meg Maximusnak. A festmény katalizátorként hatott Scottra; a film producerei megmutatták neki a festmény reprodukcióját, még mielőtt elolvasta volna a forgatókönyvet, Scott így emlékszik vissza: „Ez a kép a Római Birodalomról beszélt nekem, annak teljes dicsőségében és gonoszságában. Akkor és ott tudtam, hogy rákattantam”.

## Szobor
Harmincas éveiben Gérôme szobrászattal kezdett foglalkozni. Első munkáját a Pollice Verso című festmény ihlette: a nagyméretű bronzszobor egy gladiátort ábrázolt, aki a lábát az áldozatán tartja. A szobrot először az 1878-as párizsi világkiállításon mutattak be a nagyközönségnek. 1909-ben, Gérôme halála után veje, Aimé Morot szintén a festmény nyomán készítette el szoborcsoportját, amely Gérôme szobrának új öntvényéből és Morot Gérôme-t munka közben ábrázoló portrészobrából állt. Morot szobra a párizsi Musée d’Orsay-ban található.

## Galéria
- Galdiátorok, bronze, 1878, by Jean-Léon Gérôme; photogravure Goupil c. 1892
- Gérôme Sculpting "The Gladiators": Monument to Gérôme, 1909, by Aimé Morot, Musée d’Orsay
- Ave Caesar! Morituri te Salutant, 1859, by Jean-Léon Gérôme, Yale University Art Gallery
- Ave Caesar! Morituri te Salutant, 1859, by Jean-Léon Gérôme, Yale University Art Gallery
- Tanulmány a legyőzött gladiátor alakjához (krétarajz)